# Emigrazione veneta

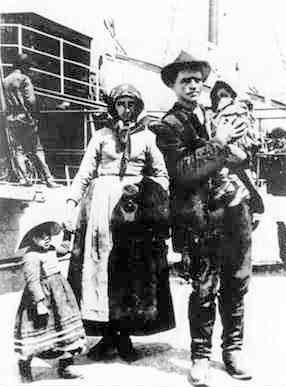
Una famiglia di emigrati in Brasile.

Il Veneto da prima dell'annessione al Regno d'Italia era una terra con una forte tradizione migratoria soprattutto nelle zone pedemontane. 
Inoltre, i veneti avvertirono le difficoltà che stavano vivendo in quel momento. Lo storico italiano Emilio Franzina scriveva su Veneto dall’ottocento che: "si poteva morire di fame e che l'unico alimento della classe contadina non era altro che la polenta, poiché la carne bovina era un mito e il pane di farina di frumento era inaccessibile a causa del suo alto prezzo".

## Storia

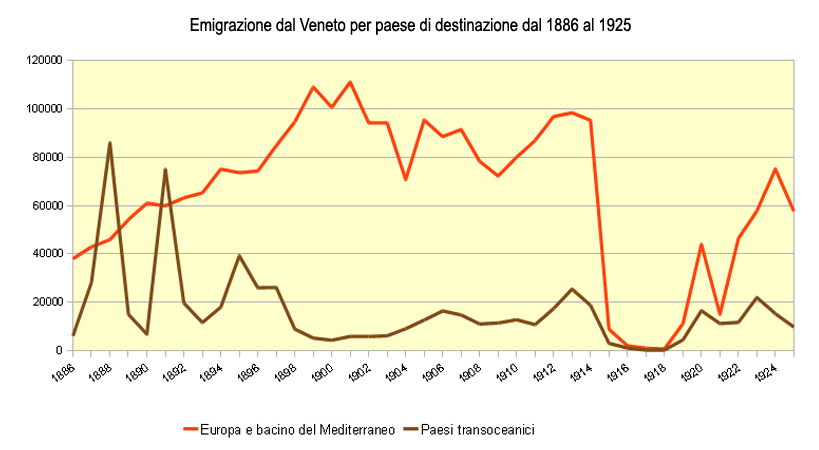
Il grafico evidenza l'emigrazione dal Veneto per destinazioni europee e transoceaniche, tra il 1886 e il 1925.

Inizialmente il fenomeno fu di carattere perlopiù temporaneo o stagionale, diretto in particolare verso la Germania, l'Austria e l'Ungheria. Si emigrava soprattutto dalle zone montane, in particolare dalle province di Vicenza, Treviso e Belluno. Dopo l'Unità d'Italia, anche il Veneto subì una profonda crisi economica, la quale diede inizio alla grande emigrazione. Questa fase si sarebbe protratta fino alla vigilia della prima guerra mondiale, la quale funse da punto di cesura per l'emigrazione veneta ed italiana. Infatti cambiarono i punti di approdo e l'atteggiamento dello Stato verso chi migrava. In ogni caso all'orizzonte dei migranti veneti non solo ci furono solo i territori continentali, ma anche rotte transoceaniche.

## Diaspora
Nel 2008 vi erano 260.849 cittadini veneti che vivevano all'estero (il 5,4% della popolazione della regione): la maggior parte risiedeva in Brasile (57.052 veneti), numerosi anche in Svizzera (38.320 veneti) e Argentina (31.823 veneti). Ci sono diversi milioni di persone di origine veneta in tutto il mondo, in particolare in Brasile, negli stati di Rio Grande do Sul, Santa Catarina, Paraná, São Paulo e Espírito Santo. I nomi di alcuni comuni del Brasile meridionale, come Nova Schio, Nova Bassano, Nova Bréscia, Nova Treviso, Nova Veneza, Nova Pádua e Monteberico, denotano l'origine veneta dei loro abitanti. Negli ultimi anni persone di origine veneta provenienti dal Brasile e Argentina rimpatriati in Italia.
| Veneti all'estero (2008) | Veneti all'estero (2008) | Veneti all'estero (2008)     |
| ------------------------ | ------------------------ | ---------------------------- |
| Brasile                  | 57.052                   | italo-brasiliani (categoria) |
| Svizzera                 | 38.320                   | italo-svizzeri (categoria)   |
| Argentina                | 31.823                   | italo-argentini (categoria)  |
| Francia                  | 23.906                   | italo-francesi (categoria)   |
| Germania                 | 19.590                   | italo-tedeschi (categoria)   |
| Altri                    | 90.158                   |                              |
| Totale                   | 260.849                  |                              |

L'emigrazione veneta ha riguardato molte nazioni estere ed in ognuna di esse vi sono ancora associazioni che ricordano le origini degli oriundi: Argentina, Australia, Austria, Belgio, Brasile, Canada, Cile. Colombia, Danimarca, Francia, Germania, Gran Bretagna, Lussemburgo, Messico, Paesi Bassi, Italia, Québec, Romania, Sudafrica, Svizzera, Uruguay, USA e Venezuela. Questi migranti parlano ancora la lingua veneta degli antenati e hanno lottato per il suo riconoscimento ancora prima che fosse riconosciuta da parte della Regione Veneto tramite la legge regionale n. 8 del 13-4-2007.
| Canzone degli immigrati veneti "Dalla Italia noi siamo partiti Siamo partiti col nostro onore Trentasei giorni di macchina e vapore, e nella Merica noi siamo arriva' Merica, Merica, Merica, cossa saràlo 'sta Merica? Merica, Merica, Merica, un bel mazzolino di fior. E alla Merica noi siamo arrivati no' abbiam trovato né paglia e né fieno Abbiam dormito sul nudo terreno come le bestie andiam riposar. E la Merica l'è lunga e l'è larga, l'è circondata dai monti e dai piani, e con la industria dei nostri italiani abbiam formato paesi e città. Canção dos imigrantes (fine del XIX secolo) |  | Canzone degli immigrati veneti "América América si campa a meraviglia andiamo nel Brasile Brasile Brasile con tutta la famiglia e i tuoi parenti América América si sente cantare andiamo nel Brasile Brasile a popolare" Canzone dei veneti (1896) |

## Persone legate all'emigrazione veneta
- Geremia Lunardelli